# VIIIe siècle en musique
| \| • Retour à la chronologie générale de la musique classique • \| |
| Grèce • Rome • Haut Moyen Âge • VIIIe siècle • IXe siècle • Xe siècle • XIe siècle XIIe siècle • XIIIe siècle • XIVe siècle • XVe siècle • XVIe siècle • XVIIe siècle XVIIIe siècle • XIXe siècle • XXe siècle • XXIe siècle |
| • Retour à la chronologie générale de la musique classique • |

| Années en musique classique : 697 - 698 - 699 - 700 - 701 - 702 - 703    |
| Décennies en musique classique : 670 - 680 - 690 - 700 - 710 - 720 - 730 |

## Événements
- 757 : le premier orgue arrivé en Occident est envoyé par l'empereur byzantin Constantin V au roi des Francs Pépin le Bref et installé dans la chapelle du palais de Compiègne[1].
- Vers 766 : Chrodegang fonde le chant messin, qui va s'imposer comme chant grégorien en fusionnant le texte liturgique romain et le chant gallican
- Vers 770 : naissance du chant grégorien[2].
- Vers 770 également, Alcuin écrit un traité de musicographie, De Musica, aujourd'hui perdu, où il expose les théories de son époque[3].
- vers 780 : Paul Diacre attribut la paternité du chant grégorien à Grégoire Ier décédé deux siècles plus tôt.
- 789 : Admonitio Generalis, capitulaire de Charlemagne sur l'enseignement de la chantonnassions

## Naissances
Dates incertaines
- 712 : Chrodegang de Metz, théoricien du chant grégorien

## Décès
- 766 : Chrodegang de Metz